# Joren Zeeman
Joren Zeeman (* 31. Mai 1989 in Cambridge) ist ein kanadischer Volleyballspieler.

## Karriere Volleyball
Zeeman begann seine Karriere an der Woodland Christian High School. Von 2007 bis 2012 studierte er an der Queen’s University und spielte in der Universitätsmannschaft der Gaels. 2012 wechselte der Mittelblocker, der auch die niederländische Staatsbürgerschaft hat, in die niederländische Liga zu VCV Veenendaal. 2013/14 spielte er beim deutschen Bundesligisten Chemie Volley Mitteldeutschland. Nach einem Engagement in Schweden bei Habo Volley beendete Zeeman 2016 seine Volleyballkarriere. Danach war er einer Saison „Assistant Coach“ bei den Ryerson Rams in Toronto.

## Privates/Berufliches
Zeeman betreibt nach seiner Volleyballkarriere mit seiner Frau Becky ein Sägewerk in Millgrove. Seine Schwester Carling ist Ruderin.